# Jelcz PR110D
Jelcz PR110D – autobus dalekobieżny i międzymiastowy, produkowany w latach 1984–1992 przez Jelczańskie Zakłady Samochodowe w Jelczu (obecnie Jelcz-Laskowice) koło Oławy.

## Historia modelu w Polsce
Protoplastą Jelcza PR110D był francuski BERLIET PR110 TOURISME (1977). Na jego podstawie wykonano w 1984 r. kilka egzemplarzy serii próbnej pod nazwą PR110D. Litera „D” oznaczała w tym przypadku „dalekobieżny”. (Informacje o modelu PR110T zebrane od p. Wojciecha Połomskiego).

## Dane techniczne
Silnikiem napędzającym autobus okazał się usytuowany pionowo Mielec SW680/164 z zapłonem samoczynnym. Początkowo osiągał on moc 186 koni mechanicznych, jednakże od 1988 r. silnik ten miał moc 202KM oraz oznaczenie SW680/165. Mechaniczna skrzynia biegów, którą zastosowano, nosiła oznaczenie S6-90 oraz posiadała 6 przełożeń. Zastosowany w pojeździe układ kierowniczy posiadał mechanizm śrubowo-kulkowy z hydraulicznym wspomaganiem typu 8065. Jelcz posiadał także hamulec roboczy dwuobwodowy, który działał na oś przednią i tylny most; hamulec awaryjny wraz z pneumatycznym postojowym, działającym bezpośrednio na tylną oś. Hamulec silnikowy uruchamiany był pneumatycznie poprzez odcięcie wtrysku i zdławienie przepływu spalin. Główny trzon całej konstrukcji autobusu stanowiła obszerna rama kratownicowa, która została połączona ze szkieletem nadwozia. Poszycie zewnętrzne zostało wykonane z wytłoczek stalowych i blachy. Zawieszenie przednich kół było całkowicie niezależne. Zastosowane zostały wahacze o nierównej długości, miechy pneumatyczne, sprężyny kulkowe, amortyzatory teleskopowe wraz ze stabilizatorem. Zawieszenie tylnego mostu obejmowały takie elementy, jak: miechy pneumatyczne, resory, amortyzatory teleskopowe i stabilizator. Tylna oś napędzająca Jelcza posiadała oznaczenie JELCZ MT 1032.A, zaś przednia – JELCZ NZ6A2. W autobusie zastosowano drzwi w układzie 2-0-1, przednie drzwi pneumatyczne, odskokowe, dwupłatowe, zaś tylne – na klamkę. Dodatkowo zostały zamontowane drzwi kierowcy na zwisie przednim kabiny pojazdu. Obniżenie przedniej ściany kabiny spowodowało mniejszy współczynnik oporu powietrza Cx, a co za tym idzie – zyskano lepsze właściwości jezdne na drodze. Pod podłogą pojazdu znalazły miejsce obszerne luki bagażowe o pojemności 6 m³ oraz zbiornik paliwa o pojemności 250 l. Autobus Jelcz PR110D posiadał 12 000 mm długości, 2500 mm szerokości oraz 3180 mm wysokości.

## Wersje wyposażeniowe autobusu
Jelcz PR110D oferowany był równolegle w dwóch wersjach wyposażeniowych: standard oraz Lux.

### Standard
Skierowana była przede wszystkim do przedsiębiorstw PKS. Posiadała ona wszystkie okna z małymi partiami przesuwnymi, dwa elektryczne wentylatory wyciągowe oraz dwie klapy dachowe. Cechowała się także uboższym wyposażeniem wnętrza oraz fotelami dla pasażerów, które były pozbawione opcji odchylania, co skutkowało mniejszym komfortem podróżowania. Ta wersja posiadała 51 miejsc siedzących.

### Lux
Odmiana Lux skierowana była przeważnie do firm turystycznych i instytucji rządowych Polski. Główne wyposażenie stanowiły: kanały nawiewowe z elektrycznymi wentylatorami i oświetleniem na każde miejsce pasażerskie, wygodne fotele lotnicze z opcją odchylania i podłokietnikami na każdym fotelu, dwie klapy dachowe. Wersja ta nie posiadała szyb z partiami uchylnymi, lecz zmieniło się to w 1989, kiedy zdecydowano montować szyby z dużymi partiami przesuwnymi w układzie: 2. szyba z prawej strony wraz z 2. i 4. szybą z lewej strony autobusu. Zabieg ten stosowano do końca produkcji tego modelu, czyli do 1992 r. Jelcz PR110D Lux mógł pomieścić łącznie 46 osób, czyli o 5 mniej, niż wersja Standard. Mniejsza liczba foteli skutkowała zwiększeniem przestrzeni pasażerskiej dla większej wygody podróżujących.

## Modele specjalne

### Jelcz PR110DC
„C” oznaczało silnik Cummins 6CTA8, 3-10 o mocy maksymalnej 240 KM, skrzynia biegów S6-90 z multiplikatorem typu GV90, prędkość maksymalna: 99 km/h. Wyposażenie nie różniło się zbytnio od PR110D Lux, jednak posiadało kilka innych elementów wnętrza:
ogrzewanie wodne firmy WEBASTO, 5 nagrzewnic, przesuwne górne partie okien (takie, jak w Jelczu D120), indywidualne fotele miękkie bez możliwości odchylania, tylne drzwi pneumatyczne, dwupłatowe, bliźniacze w stosunku do przednich, 50 miejsc siedzących.

### Jelcz PR110DM
„M” oznaczało silnik MAN D2866TUH o mocy maksymalnej 311 KM, skrzynia biegów S6-90, prędkość maksymalna: 117 km/h. Pojazd ten wykonano w wersji luksusowej, identycznej pod względem seryjnego wyposażenia z takimi dodatkami, jak toaleta na zwisie tylnym, umieszczona z lewej strony autobusu, klimatyzator przestrzeni pasażerskiej marki WEBASTO, przesuwne górne partie okien, 2 telewizory z możliwością odbioru telewizji satelitarnej, fotele lotnicze. Pojazd ten mógł pomieścić 48 osób.